# Clyde Drexler
Clyde Austin Drexler (New Orleans, Luisiana, 22 de junio de 1962) es un exjugador y exentrenador de baloncesto que disputó 15 temporadas en la NBA. Con 2,01 metros de altura, jugaba en la posición de escolta. 
Fue diez veces All-Star, es miembro del Basketball Hall of Fame, fue nombrado uno de los cincuenta mejores jugadores de todos los tiempos por la NBA y elegido en el Equipo del 75 aniversario de la NBA. Además ganó una medalla de oro olímpica en 1992 y un campeonato de la NBA en 1995. Actualmente comenta los partidos de los Rockets para la cadena americana AT&T.

## Carrera

### Universidad
Drexler jugó en la Universidad de Houston donde, junto a Hakeem Olajuwon y Larry Micheaux, constituyó la fraternidad de baloncesto "Phi Slamma Jamma", conocida por las habilidades aéreas de sus miembros. A pesar de ser fuertemente favoritos, Houston perdió las finales de la NCAA en 1983 contra North Carolina State. Disputó tres temporadas, en las que promedió 14,4 puntos, 9,9 rebotes, 3,2 asistencias y 2,8 robos de balón por partido. Al término de su última temporada fue elegido Jugador del Año de la Southwest Conference e incluido en el segundo equipo all-American consensuado. Sigue siendo el único jugador en la historia de la escuela con totales combinados de al menos 1,000 puntos en su carrera, 900 rebotes y 300 asistencias; también es el líder de robos de todos los tiempos de Houston con 268.

### Profesional
Fue elegido en un sorprendente bajo 14º puesto en el NBA Draft de 1983 por Portland Trail Blazers. Ayudó a llevar a ese equipo a las finales de la NBA en 1990 y 1992, con la ayuda de jóvenes compañeros como Terry Porter, Jerome Kersey, Clifford Robinson y con veteranos como Buck Williams. En 1992 jugó para el equipo olímpico de Estados Unidos, llamado el Dream Team, y ganó la medalla de oro. Acabó de segundo en la votación por el MVP de la temporada 1991-92 tras Michael Jordan.
El 14 de febrero de 1995 Drexler fue traspasado a Houston Rockets, después de la petición del jugador a ser traspasado a un equipo con oportunidades de ganar el título tras las contribuciones hechas al equipo de Portland. Se eligieron los Rockets, que querían volver a ganar el título conquistado un año antes. Encantado de ser reunido con su gran amigo Hakeem Olajuwon y de jugar en el equipo de la ciudad donde ya había jugado con el instituto y la universidad, Drexler ayudó a los Rockets a ganar el título NBA en 1995, y estuvo entre sus filas tres años más. 
Drexler se retiró de la NBA tras la temporada 1997-98, como máximo anotador de la historia de los Blazers en el Top 20 en anotadores de la NBA, para entrenar a la Universidad de Houston.

### Entrenador
Drexler entrenó a los Cougars de la Universidad de Houston en las temporadas 1998–99 y 1999–2000. Tras conseguir un récord de 19–39 entre ambas temporadas, Drexler decide dejar el puesto para dedicarle más tiempo a su familia.

### Tras su retirada
La camiseta con el número 22 de Drexler fue retirada de los equipos de los Portland Trail Blazers y de los Houston Rockets. 
Fue incluido en el Basketball Hall of Fame el 10 de septiembre de 2004.

## Estadísticas de su carrera en la NBA
|  | Denota temporadas en las que ganó un campeonato de la NBA |
|  | Líder de la liga                                          |

### Temporada regular
| Año      | Equipo   | PJ    | PT  | MPP  | %TC  | %3P  | %TL   | RPP | APP | ROB | TPP | PPP  |
| -------- | -------- | ----- | --- | ---- | ---- | ---- | ----- | --- | --- | --- | --- | ---- |
| 1983-84  | Portland | 82    | 3   | 17.2 | .451 | .250 | .728  | 2.9 | 1.9 | 1.3 | .4  | 7.7  |
| 1984-85  | Portland | 80    | 43  | 31.9 | .494 | .216 | .759  | 6.0 | 5.5 | 2.2 | .9  | 17.2 |
| 1985-86  | Portland | 75    | 58  | 34.3 | .475 | .200 | .769  | 5.6 | 8.0 | 2.6 | .6  | 18.5 |
| 1986-87  | Portland | 82    | 82  | 38.0 | .502 | .234 | .760  | 6.3 | 6.9 | 2.5 | .9  | 21.7 |
| 1987-88  | Portland | 81    | 80  | 37.8 | .506 | .212 | .811  | 6.6 | 5.8 | 2.5 | .6  | 27.0 |
| 1988-89  | Portland | 78    | 78  | 39.3 | .496 | .260 | .799  | 7.9 | 5.8 | 2.7 | .7  | 27.2 |
| 1989-90  | Portland | 73    | 73  | 36.8 | .494 | .283 | .774  | 6.9 | 5.9 | 2.0 | .7  | 23.3 |
| 1990-91  | Portland | 82    | 82  | 34.8 | .482 | .319 | .794  | 6.7 | 6.0 | 1.8 | .7  | 21.5 |
| 1991-92  | Portland | 76    | 76  | 36.2 | .470 | .337 | .794  | 6.6 | 6.7 | 1.8 | .9  | 25.0 |
| 1992-93  | Portland | 49    | 49  | 34.1 | .429 | .233 | .839  | 6.3 | 5.7 | 1.9 | .8  | 19.9 |
| 1993-94  | Portland | 68    | 68  | 34.3 | .428 | .324 | .777  | 6.5 | 4.9 | 1.4 | .5  | 19.2 |
| 1994-95  | Portland | 41    | 41  | 34.8 | .428 | .363 | .835  | 5.7 | 5.1 | 1.8 | .5  | 22.0 |
| 1994-95  | Houston  | 35    | 34  | 37.1 | .506 | .357 | .809  | 7.0 | 4.4 | 1.8 | .7  | 21.4 |
| 1995-96  | Houston  | 52    | 51  | 38.4 | .433 | .332 | .784  | 7.2 | 5.8 | 2.0 | .5  | 19.3 |
| 1996-97  | Houston  | 62    | 62  | 36.6 | .442 | .355 | .750  | 6.0 | 5.7 | 1.9 | .6  | 18.0 |
| 1997-98  | Houston  | 70    | 70  | 35.3 | .427 | .317 | .801  | 4.9 | 5.5 | 1.8 | .6  | 18.4 |
| Total    | Total    | 1,086 | 950 | 34.6 | .472 | .318 | .788  | 6.1 | 5.6 | 2.0 | .7  | 20.4 |
| All-Star | All-Star | 9     | 4   | 18.4 | .506 | .286 | 1.000 | 4.9 | 2.6 | 1.3 | .7  | 10.7 |

### Playoffs
| Año   | Equipo   | PJ  | PT  | MPP  | %TC  | %3P  | %TL  | RPP  | APP | ROB | TPP | PPP  |
| ----- | -------- | --- | --- | ---- | ---- | ---- | ---- | ---- | --- | --- | --- | ---- |
| 1984  | Portland | 5   | –   | 17.0 | .429 | .000 | .857 | 3.4  | 1.6 | 1.0 | .2  | 7.2  |
| 1985  | Portland | 9   | 9   | 37.7 | .410 | .286 | .844 | 6.1  | 9.2 | 2.6 | 1.0 | 16.7 |
| 1986  | Portland | 4   | 4   | 36.3 | .456 | .400 | .783 | 6.3  | 6.5 | 1.5 | .8  | 18.0 |
| 1987  | Portland | 4   | 4   | 38.3 | .456 | .250 | .793 | 7.5  | 3.8 | 1.8 | .8  | 24.0 |
| 1988  | Portland | 4   | 4   | 42.5 | .386 | .500 | .724 | 7.0  | 5.3 | 3.0 | .5  | 22.0 |
| 1989  | Portland | 3   | 3   | 42.7 | .493 | .000 | .765 | 6.7  | 8.3 | 2.0 | .7  | 27.7 |
| 1990  | Portland | 21  | 21  | 40.6 | .441 | .220 | .774 | 7.2  | 7.1 | 2.5 | .9  | 21.4 |
| 1991  | Portland | 16  | 16  | 39.6 | .476 | .268 | .776 | 8.1  | 8.1 | 2.1 | 1.0 | 21.7 |
| 1992  | Portland | 21  | 21  | 40.3 | .466 | .235 | .807 | 7.4  | 7.0 | 1.5 | 1.0 | 26.3 |
| 1993  | Portland | 3   | 3   | 38.7 | .419 | .417 | .800 | 6.3  | 4.7 | 1.7 | 1.0 | 19.0 |
| 1994  | Portland | 4   | 4   | 39.3 | .425 | .231 | .826 | 10.3 | 5.5 | 2.0 | .5  | 21.0 |
| 1995  | Houston  | 22  | 22  | 38.6 | .481 | .303 | .786 | 7.0  | 5.0 | 1.5 | .7  | 20.5 |
| 1996  | Houston  | 8   | 8   | 36.5 | .415 | .265 | .765 | 7.8  | 5.0 | 2.6 | .5  | 16.6 |
| 1997  | Houston  | 16  | 16  | 38.9 | .436 | .373 | .778 | 5.6  | 4.8 | 1.6 | .4  | 18.1 |
| 1998  | Houston  | 5   | 5   | 36.4 | .309 | .192 | .757 | 5.4  | 4.6 | 1.6 | .6  | 15.0 |
| Total | Total    | 145 | 140 | 38.4 | .447 | .288 | .787 | 6.9  | 6.1 | 1.9 | .7  | 20.4 |

## Estilo de juego
Drexler fue famoso por su velocidad y delicadeza en la cancha, junto con una actitud inusualmente tolerante y reservada. Sus extraordinarias capacidades de salto permitieron que hiciera unos mates muy buenos.
Drexler fue considerado como un jugador versátil, siendo un fijo en las categorías de puntos, rebotes, asistencias y robos, así como una cantidad espectacular de tapones para un jugador de su estatura, siendo tercero en la clasificación de tapones totales en una carrera entre los escoltas.
Es uno de los únicos cinco jugadores de la NBA en tener al menos 20.000 puntos, 6.000 rebotes y 6.000 asistencias en su carrera (los otros cuatro son Oscar Robertson, John Havlicek, Kobe Bryant, LeBron James). Drexler lidera la clasificación de escoltas en cuanto a rebotes ofensivos por partido (2,4) en toda su carrera.

## Logros y reconocimientos

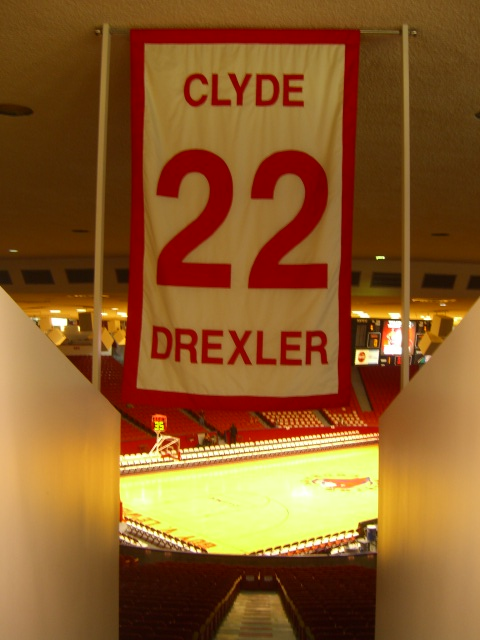
Camiseta retirada por la Universidad de Houston en su honor.

- Diez veces All-Star (1986, 1988-1994, 1996, 1997).
- Tercer equipo de la NBA (1990, 1995).
- Segundo equipo de la NBA (1988, 1991).
- Primer equipo de la NBA (1992).
- Medallista de oro olímpico (Barcelona 1992).
- Campeón de la NBA (1995).
- Nombrado unos de los 50 mejores jugadores de la historia de la NBA (1996).
- Miembro del Basketball Hall of Fame (2004).
- Elegido en el Equipo del 75 aniversario de la NBA (2021).

### Partidos ganados sobre la bocina
|      | con Portland Trail Blazers   |
|      | con Houston Rockets          |
| (PO) | Denota un partido de PlayOff |

| Número | Tiro               | Margen | Resultado | Oponente           | Fecha                  |
| ------ | ------------------ | ------ | --------- | ------------------ | ---------------------- |
| 1      | Tiro en suspensión | Empate | 125-127   | Philadelphia 76ers | 1 de enero de 1988     |
| 2      | Tiro de tres       | Empate | 103-106   | Milwaukee Bucks    | 4 de diciembre de 1994 |
| 3      | Tiro de tres       | Empate | 123-120   | Denver Nuggets     | 9 de abril de 1995     |